# イドリブ
座標: 北緯35度56分 東経36度38分 / 北緯35.933度 東経36.633度
イドリブ（アラビア語: ادلب、Idlib）はシリア北西部のイドリブ県の県都。トルコ国境の南にあり、60km東にある大都市アレッポの経済的影響下にある。人口はおよそ55,000人。スンナ派アラブ人が多数を占めるが、キリスト教徒やクルド人も多く住む。

## 概要
イドリブ周囲は土地が肥沃で、綿花、穀物、オリーブ、イチジク、ブドウ、トマト、ゴマ、コムギ、アーモンドなどを産する。特に果実およびオリーブが有名で、県内には300万本のオリーブの木がある。住民の多くは農業に従事するかアレッポに通勤している。
土地の標高は海抜450mほど。オロンテス川沿いに広がり、アレッポ、ハマ、アンティオキアなどの都市を結ぶイドリブ周辺は古くから重要な土地であり、都市遺跡や遺丘（テル tell）が多数存在する。中でもイドリブ県南部のテル・マルディフ（Tell Mardikh）にあるエブラ（Ebla）は、紀元前3千年紀、および紀元前1800年から紀元前1650年にかけての時期にエブラ王国が栄えており、シュメール語やエブラ語の粘土板多数が発掘されている。またマアッラト・アン＝ヌウマーン周辺には、デッド・シティーズと呼ばれる放棄された古代都市や村落の廃墟が多数散在する（世界遺産・シリア北部の古村落群）。

## シリア内戦
2015年3月、アルカイダ系反政府勢力のアル＝ヌスラ戦線が同市を制圧。
2023年現在、イドリブは、アル＝ヌスラ戦線のほか、アハラール・アルシャーム（Ahrar al-Sham）を中心とした反体制側組織が支配している。内戦により居住地等を追われた避難民の流入は、シリア内戦が始まってからの6年弱で推計70万人に上る。